# Resolutie 1023 Veiligheidsraad Verenigde Naties
Resolutie 1023 van de Veiligheidsraad van de Verenigde Naties werd op 22 november 1995 unaniem aangenomen.

## Achtergrond
In 1980 overleed de Joegoslavische leider Tito, die decennialang de bindende kracht was geweest tussen de zes deelstaten van het land. Na zijn dood kende het nationalisme een sterke opmars, en in 1991 verklaarden verschillende deelstaten zich onafhankelijk. Hierop namen de Servische minderheden in Kroatië en Bosnië en Herzegovina de wapens op, en namen grote delen van het grondgebied in. In augustus 1995 zette Kroatië een groot offensief ("Operatie Storm") in, gevolgd door een Kroatisch-Bosnisch offensief, waarbij de Serviërs werden teruggedrongen en gedwongen om het Verdrag van Dayton te accepteren.

## Inhoud
De Veiligheidsraad:
- herinnerde aan al zijn voorgaande resoluties;
- wil een onderhandelde oplossing voor de conflicten in het gebied van het vroegere Joegoslavië;
- bevestigt de onafhankelijkheid, soevereiniteit en territoriale integriteit van Kroatië, en benadrukt dat Oost-Slavonië, Baranja en Sirmium – gekend als sector oost – integraal tot Kroatië behoren;
- bevestigt hoe belangrijk het is dat de mensenrechten en fundamentele vrijheden in die gebieden worden gerespecteerd;
- looft de inspanningen van de Verenigde Naties, de Europese Unie, Rusland en de Verenigde Staten;

1. verwelkomt het basisakkoord over Oost-Slavonië, Baranja en West-Sirmium van 12 november tussen Kroatië en de lokale Serven;
2. erkent het daarin inbegrepen verzoek om een overgangsbestuur en een internationale macht;
3. benadrukt dat Kroatië en de lokale Serven moeten samenwerken op basis van dat akkoord en de uitvoer ervan niet mogen hinderen door militaire acties;
4. besluit om actief op de hoogte te blijven.

## Verwante resoluties
- Resolutie 1021 Veiligheidsraad Verenigde Naties
- Resolutie 1022 Veiligheidsraad Verenigde Naties
- Resolutie 1025 Veiligheidsraad Verenigde Naties
- Resolutie 1026 Veiligheidsraad Verenigde Naties

Lijst ·  970 ·  971 ·  972 ·  973 ·  974 ·  975 ·  976 ·  977 ·  978 ·  979 ·  980 ·  981 ·  982 ·  983 ·  984 ·  985 ·  986 ·  987 ·  988 ·  989 ·  990 ·  991 ·  992 ·  993 ·  994 ·  995 ·  996 ·  997 ·  998 ·  999 ·  1000 ·  1001 ·  1002 ·  1003 ·  1004 ·  1005 ·  1006 ·  1007 ·  1008 ·  1009 ·  1010 ·  1011 ·  1012 ·  1013 ·  1014 ·  1015 ·  1016 ·  1017 ·  1018 ·  1019 ·  1020 ·  1021 ·  1022 ·  1023 ·  1024 ·  1025 ·  1026 ·  1027 ·  1028 ·  1029 ·  1030 ·  1031 ·  1032 ·  1033 ·  1034 ·  1035